# Chloropipo
Chloropipo is een geslacht van Manakins (Pipridae) en kent twee soorten.

## Taxonomie
De volgende soorten zijn bij het geslacht ingedeeld:
- Chloropipo flavicapilla (Sclater, PL, 1852) – Geelkopmanakin
- Chloropipo unicolor (Taczanowski, 1884) – Andesmanakin